# Mark Crear
Mark James Crear (San Francisco, 2 ottobre 1968) è un ex ostacolista statunitense.
Nel 1996 vinse la medaglia d'argento nei 110 metri ostacoli durante i Giochi olimpici di Atlanta, mentre quattro anni dopo conquistò il bronzo nella medesima specialità ai Giochi di Sydney 2000.

## Progressione

### 110 metri ostacoli
| Stagione | Tempo | Luogo             | Data      | Rank. Mond. |
| -------- | ----- | ----------------- | --------- | ----------- |
| 2004     | 13"31 | Sacramento        | 18-7-2004 | 16º         |
| 2003     | 13"55 | Palo Alto         | 20-6-2003 | 48º         |
| 2002     | 13"36 | Losanna           | 2-7-2002  | 15º         |
| 2001     | 13"26 | Bruxelles         | 24-8-2001 | 8º          |
| 2000     | 13"11 | Sacramento        | 23-7-2000 | 4º          |
| 1999     | 12"98 | Zagabria          | 5-7-1999  | 1º          |
| 1998     | 13"00 | Zurigo            | 12-8-1998 |             |
| 1997     | 13"03 | Fukuoka           | 13-9-1997 |             |
| 1996     | 13"05 | Atlanta           | 23-6-1996 |             |
| 1995     | 13"02 | Lucerna           | 27-6-1995 |             |
| 1994     | 13"07 | Berlino           | 30-8-1994 |             |
| 1993     | 13"26 | Villeneuve-d'Ascq | 2-7-1993  |             |
| 1992     | 13"33 | Sheffield         | 14-8-1992 |             |

## Palmarès
| Anno | Manifestazione  | Sede      | Evento   | Risultato        | Prestazione | Note |
| ---- | --------------- | --------- | -------- | ---------------- | ----------- | ---- |
| 1993 | Mondiali        | Stoccarda | 110 m hs | Semifinale       | 13"38       |      |
| 1996 | Giochi olimpici | Atlanta   | 110 m hs | Argento          | 13"09       |      |
| 1997 | Mondiali        | Atene     | 110 m hs | 7º               | 13"55       |      |
| 1999 | Mondiali        | Siviglia  | 110 m hs | Quarti di finale | dq          |      |
| 2000 | Giochi olimpici | Sydney    | 110 m hs | Bronzo           | 13"22       |      |

## Altre competizioni internazionali
1993
- 4º alla Grand Prix Final ( Londra), 110 m hs - 13"42

1995
- Oro alla Grand Prix Final ( Monaco), 110 m hs , 13"07

1997
- Oro alla Grand Prix Final ( Fukuoka), 110 m hs , 13"03

1999
- Oro alla Grand Prix Final ( Monaco di Baviera), 110 m hs , 13"08